# ظاهرة كومبتون
تأثير كومبتون أو ظاهرة كومبتون في الفيزياء (بالإنجليزية: Compton-Effect)‏ هو تشتت الفوتون بسبب اصطدامه بجسيم مشحون حر، عادة إلكترون. حيث يتسبب هذا التأثير بنقصان الطاقة (زيادة طول الموجة) للفوتون، وهو ينطبق على الأشعة الكهرومغناطيسية ذات الطاقة العالية، مثل فوتونات أشعة غاما وفوتونات أشعة إكس العالية الطاقة. حيث ينتقل جزء من طاقة الفوتون إلى الجسيم المشحون المتشتت. ويوجد ما يسمى تأثير كومبتون المعكوس، وهو انتقال طاقة جسيم مشحون إلى فوتون. أما إذا كانت الأشعة ذات طاقة منخفضه (أي أن طول موجتها أكبر بكثير من الجسيمات المشتته عليها) فينطبق على هذه الحالة ما يسمى تشتت تومسون.

## مقدمة
تأثير كومبتون هو مثال على التشتت غير المنتظم، لأن طول موجة الضوء المتشتت يختلف عن طول موجة الضوء الساقط. ومع ذلك، يعتبر هذا التأثير نتيجة لتصادم مرن بين الفوتون والإلكترون. وتسمى قيمة اختلاف طول الموجة بانتقال كومبتون (Compton shift). وعلى الرغم من أن تشتت كومبتون يمكن أن يحصل في النواة، إلا أن تشتت كومبتون يشير عادة إلى التفاعل الذي ينطوي فقط على الإلكترون في الذرة. ولقد تم اكتشاف هذا التأثير من قبل العالم آرثر هولي كومبتون في عام 1923 في جامعة واشنطن، وأكدت صحته أيضاً من قبل أحد طلابه الخريجين في السنوات التي تلت. وحصل كومبتون على جائزة نوبل في الفيزياء لعام 1927 لاكتشافه.
تبرز أهمية تأثير كومبتون بأنه يبرهن على أنه لا يمكن تفسير سلوك الضوء كموجة بشكل كلي. فتشتت تومسون، وهو مبني على النظرية الكلاسيكية لتشتت الموجات الكهرومغناطيسية من الجسيمات المشحونة، لا يمكنه تفسير التغيرات الصغيرة في طول الموجة للضوء خفيف الشدة. لذلك يجب أن يتصرف الضوء كما لو أنه يتكون من جسيمات ليفسر تأثير كومبتون للضوء خفيف الشدة. وقد أقنعت تجربة كومبتون الفيزيائيين أن الضوء يجب أن يتصرف كما لو أنه تيار من الجسيمات (الكمات) التي تعتمد طاقتها على تردد الضوء.
لأنه يشترط حفظ الكتلة-الطاقة والزخم للنظام، فإنه من غير الممكن للإلكترون أن يتحرك في نفس اتجاه الفوتون الساقط. ويؤدي تصادم الإلكترونات مع فوتونات ذات طاقة عالية (مقارنة مع الطاقة السكونية للإلكترون، وهي 511 KeV) إلى أن يمتص الإلكترون بعضاً من طاقة الفوتون، وينبعث الفوتون الذي يحمل الطاقة المتبقية في اتجاه مختلف عن الفوتون الساقط، لذا فإن الزخم الكلي للنظام محفوظ. وإذا كان الفوتون المتشتت يملك طاقة كافية، فإن العملية يمكن أن تتكرر. وأثبت التحققات من حفظ الزخم في تأثير كومبتون من قبل والتر بوتيه وجايجر إضافة إلى كومبتون وسيمون بطلان نظرية BKS.
إذا كانت طاقة الفوتون قليلة نسبياً، ولكن ضمن الطاقة الكافية (بشكل عام بضعة eV إلى بضعة KeV، المقابلة للضوء المرئي حتى أشعة إكس الضعيفة)، فإن الفوتون يمكنه أن يطرد الإلكترون (يحرره) من الذرة بشكل كامل (فيما يعرف بالظاهرة الكهروضوئية)، بدلاً من حدوث تأثير كومبتون. وفي بعض الأحيان يمكن أن تؤدي الفوتونات عالية الطاقة (1.022 MeV فما فوق) إلى تفجير النواة وتكوين إلكترون وبوزيترون، فيما يعرف بظاهرة الإنتاج الزوجي.

## تاريخ
حتى اكتشاف تأثير كومبتون كان التأثير الكهروضوئي هو التأثير الوحيد الذي يبرهن أن الضوء يتميز بصفات الموجة إلى جانب كونه جسيم، ذلك الاكتشاف الذي اكتشفه ألبرت أينشتاين عام 1905 عندما قام بتصويب شعاع من الضوء على معدن فأدى ذلك إلى انفصال بعض الإلكترونات عن المعدن (أقرأ ازدواجية موجة-جسيم).
في بدايات القرن العشرين، كانت الأبحاث على تفاعل أشعة إكس مع المادة تجري بشكل كبير. وقدم استنتج أنه عند تفاعل أشعة إكس ذات طول موجي معين مع الذرات، فإن الأشعة تنعكس بزاوية {\displaystyle \theta } وتنبعث بطول موجي مختلف يتعلق بهذه الزاوية. مع أن التصور الكلاسيكي للموجات الكهرومغناطيسية يتنبأ بأن طول موجة الأشعة المتشتتة يجب أن يساوي طول موجة الأشعة الساقطة، فقد وجدت تجارب متعددة أن طول موجة الأشعة المتشتتة كان أطول (ذو طاقة أقل) من طول موجة الأشعة الساقطة. ولم تكن تلك النتيجة متوافقة مع تصور أن الموجة الكهرومغناطيسية تتشتت عند اصتدامها بإلكترون حر (تشتت تومسون)، أو عند اصطدامها بإلكترون مرتبط بذرته (تشتت رايلي).
فإذا اعتبرت الإلكترونات كموجات مادية واعتبرنا أيضا الضوء كموجة كهرومغناطيسية، فإننا نحصل على مخطط فاينمان المرسوم أعلاه لتمثيل تأثير كومبتون.

).

## وصف الظاهرة ومعادلة كومبتون
| تشتت كومبتون            |                |
| مخطط فاينمان            |                |
| s-channel               |                |
| u-channel               |                |
| تأثر بين الجسيم والموجة |                |
| عند طاقة منخفضة         | تأثير كهروضوئي |
| عند طاقة متوسطة         | تأثير كومبتون  |
| عند طاقة عالية          | إنتاج زوجي     |

في عام 1923، قام كومبتون بنشر ورقة فسرت التغير في طول موجة أشعة إكس، عازياً هذا التغير بأن الضوء يسلك سلوك الجسيم وهذا ما قد ذكره آينشتاين عندما فسر الظاهرة الكهروضوئية التي حصل منها على جائزة نوبل في الفيزياء. وقد افترض (بناءً على افتراض بلانك)، أن هذه الجسيمات هي عبارة عن حزم تحتوي على كمية معينة من الطاقة يعتمد على تردد الضوء. وقد اشتق كومبتون في هذه الورقة العلاقة الرياضية التي تربط التغير في طول الموجة مع زاوية التشتت لأشعة إكس بافتراض أن كل فوتون تفاعل مع إلكترون واحد فقط. وقد اختتم ورقته بذكر التجارب التي تحقق باستخدامها من علاقته الرياضية التالية:
{\displaystyle \lambda '-\lambda ={\frac {h}{m_{e}c}}(1-\cos {\theta }),}
حيث
{\displaystyle \lambda } هي طول موجة الشعاع الساقط
و {\displaystyle \lambda '} هي طول موجة الشعاع المتشتت
و {\displaystyle h} هو ثابت بلانك
و {\displaystyle m_{e}} هي الكتلة السكونية للإلكترون
و {\displaystyle c} هي سرعة الضوء في الفراغ
و {\displaystyle \theta } هي زاوية التشتت (الانعكاس)
ويعرف المقدار {\displaystyle {h}/{m_{e}c}} بطول موجة كومبتون للإلكترون: وهي تساوي 2.43×10−12 م. ويساوي التغير في طول الموجة في أقل حالة صفراً (في حالة {\displaystyle \theta } =0°)، وفي أقصى حالة له يبلغ ضعف طول موجة كومبتون للإلكترون (في حالة {\displaystyle \theta } = 180°).
وقد وجد كومبتون أن بعض الأشعة لم تتعرض إلى تغير في طول موجتها على الرغم من انعكاسها بزاوية كبيرة؛ وعزى ذلك إلى أن الفوتون فشل في أن يحرر الإلكترون. ومن هنا فإن قيمة التغير لا تعتمد على طول موجة كومبتون للإلكترون، بل تعتمد على طول موجة كومبتون للذرة كاملة، والتي يمكن أن تصل إلى أصغر ب 10000 مرة من طول موجة الإلكترون.

### اشتقاق العلاقة الرياضية
إذا افترضنا فوتوناً {\displaystyle \gamma } بطول موجي {\displaystyle \lambda } يصطدم ب إلكترون {\displaystyle e} في الذرة، حيث يتم معاملة الإلكترون على أنه ساكن. يؤدي هذا التصادم إلى ارتداد الإلكترون، وينشأ فوتون جديد {\displaystyle \gamma '} بطول موجة {\displaystyle {\lambda }'} يظهر بزاوية {\displaystyle \theta } عن الفوتون الساقط، وباستخدام {\displaystyle e'} للدلالة على الإلكترون بعد التصادم. وقد افترض كومبتون أنه في بعض الحالات يمكن أن يتسبب التصادم إلى تسريع الإلكترون إلى ما يقارب سرعة الضوء، وهذه الحالة تستوجب تطبيق معادلة آينشتاين في النسبية لتفسير الطاقة والزخم بصورة صحيحة.
وفي اختتام ورقته عام 1923، ذكر كومبتون نتائج التجارب التي تؤكد معادلته للتشتت، وبالتالي دعم افتراض أن الفوتونات تحمل زخماً فضلاً عن الطاقة المكممة. وفي بداية اشتقاقه، عبر كومبتون عن زخم الفوتون من خلال مساواة معادلة آينشتاين للعلاقة بين الكتلة والطاقة {\displaystyle E=mc^{2}} مع معادلة الطاقة للفوتون {\displaystyle hf} التي كان آينشتاين قد افترضها من قبل. فإذا كانت {\displaystyle mc^{2}=hf}، فإن الكتلة المكافئة لطاقة الفوتون يجب أن تكون {\displaystyle hf/c^{2}}. ومن هنا يصبح زخم الفوتون هو حاصل ضرب هذه الكتلة بسرعة الضوء {\displaystyle c}. فيصبح زخم الفوتون مساوياً ل {\displaystyle p=hf/c}. ويعتبر الاشتقاق الموجود في ورقة كومبتون موجز أكثر من هذا ولكنه يتبع نفس النظام في تسلل الاشتقاق.
من مبدأ حفظ الطاقة، فإن مجموع الطاقات قبل التشتت تساوي مجموع الطاقات بعد التشتت.
{\displaystyle E_{\gamma }+E_{e}=E_{\gamma '}+E_{e'}.\!}
وقد أشار كومبتون إلى أن الفوتون يحمل زخماً؛ إذاً ومن مبدأ حفظ الزخم، فإن زخم الجسيمات يجب أن يكون متساوياً ضمن العلاقة
{\displaystyle \mathbf {p} _{\gamma }=\mathbf {p} _{\gamma '}+\mathbf {p} _{e'},}

حيث أن ({\displaystyle {p_{e}}}) يتم إهمالها بافتراض أن قيمتها تساوي صفراً.
ترتبط طاقة الفوتون بالتردد ضمن العلاقة
{\displaystyle E_{\gamma }=hf\!}
{\displaystyle E_{\gamma '}=hf'\!}
حيث {\displaystyle h} هو ثابت بلانك
قبل حدوث التشتت، تتم معاملة الإلكترون على أنه ساكن، وبالتالي فإن الطاقة الكلية للإلكترون تتألف بشكل كامل من طاقته المكافأة لكتلته السكونية {\displaystyle m_{e}}:
{\displaystyle E_{e}=m_{e}c^{2}.\!}
بعد التشتت، احتمال أن يتسارع الإلكترون إلى سرعة قريبة من سرعة الضوء، يتطلب أن يتم تمثيل طاقة الإلكترون الكلية باستخدام العلاقة النسبية للطاقة والزخم:

{\displaystyle E_{e'}={\sqrt {(p_{e'}c)^{2}+(m_{e}c^{2})^{2}}}.}
وبتعويض هذه القيمة في معادلة حفظ الطاقة، نحصل على
{\displaystyle hf+m_{e}c^{2}=hf'+{\sqrt {(p_{e'}c)^{2}+(m_{e}c^{2})^{2}}}.}
ويمكن استخدام هذه العلاقة لإيجاد قيمة الزخم للإلكترون المتشتت
{\displaystyle p_{e'}^{\,2}c^{2}=(hf-hf'+m_{e}c^{2})^{2}-m_{e}^{2}c^{4}.\qquad \qquad (1)\!}
لاحظ أن الزخم الذي اكتسبه الإلكترون يتجاوز قيمة الزخم الذي فقده الفوتون
{\displaystyle {\frac {1}{c}}{\sqrt {(hf-hf'+m_{e}c^{2})^{2}-m_{e}^{2}c^{4}}}>{\frac {hf-hf'}{c}}.}
المعادلة رقم واحد تعطي العلاقة بين الطاقات المختلفة المصحوبة بالتصادم. ويشمل التغير في زخم الإلكترون على تغير نسبي في كتلة الإلكترون، لذا لا يوصف التغير في الزخم من خلال التغير في الطاقة على النحو الذي تصفه الفيزياء الكلاسيكية. ولا يوصف التغير في زخم الفوتون من خلال التغير في الطاقة، ولكنه يشمل على تغير في الاتجاه أيضاً.
ويعطي التعبير عن حفظ الزخم لزخم الإلكترون المتشتت العلاقة التالية:
{\displaystyle \mathbf {p} _{e'}=\mathbf {p} _{\gamma }-\mathbf {p} _{\gamma '}.}
ثم ومن خلال استخدام الضرب النقطي
{\displaystyle {\begin{aligned}p_{e'}^{\,2}&=\mathbf {p} _{e'}\cdot \mathbf {p} _{e'}=(\mathbf {p} _{\gamma }-\mathbf {p} _{\gamma '})\cdot (\mathbf {p} _{\gamma }-\mathbf {p} _{\gamma '})\\&=p_{\gamma }^{\,2}+p_{\gamma '}^{\,2}-2p_{\gamma }\,p_{\gamma '}\cos \theta .\end{aligned}}}
وباستبدال {\displaystyle p_{\gamma }c} ب {\displaystyle hf} وضرب الطرفين ب {\displaystyle c^{2}}:
{\displaystyle p_{e'}^{\,2}c^{2}=p_{\gamma }^{\,2}c^{2}+p_{\gamma '}^{\,2}c^{2}-2c^{2}p_{\gamma }\,p_{\gamma '}\cos \theta .}
وبعد استبدال قيمة زخم الفوتون ب {\displaystyle hf/c}، نحصل على تعبير آخر لقيمة الزخم للإلكترون المتشتت:

{\displaystyle p_{e'}^{\,2}c^{2}=(hf)^{2}+(hf')^{2}-2(hf)(hf')\cos {\theta }.\qquad \qquad (2)}
وبمساواة التعبيرين عن زخم الإلكترون نحصل على
{\displaystyle (hf-hf'+m_{e}c^{2})^{2}-m_{e}^{\,2}c^{4}=\left(hf\right)^{2}+\left(hf'\right)^{2}-2h^{2}ff'\cos {\theta }.,}
والتي بعد فك الأقواس ثم حذف وترتيب الأطراف تعطينا
{\displaystyle 2hfm_{e}c^{2}-2hf'm_{e}c^{2}=2h^{2}ff'\left(1-\cos \theta \right).\,}
وبعدها قسمة الطرفين على {\displaystyle 2hff'm_{e}c} فينتج
{\displaystyle {\frac {c}{f'}}-{\frac {c}{f}}={\frac {h}{m_{e}c}}\left(1-\cos \theta \right).\,}
وأخيراً بما أن {\displaystyle f\lambda =f^{\prime }\lambda ^{\prime }=c,}
{\displaystyle \lambda '-\lambda ={\frac {h}{m_{e}c}}(1-\cos {\theta }).\,}

## تطبيقاته
نظرا لصعوبة تركيز أشعة غاما بواسطة عدسة مثلما نفعل مع الضوء، يلعب تأثير كومبتون دورا مهما عند التصوير بواسطة أشعة غاما في نطاق الطاقة العالية بين عدة مئات إلكترون فولت إلى عشرات مليون إلكترون فولت. وتستخدم تلسكوبات كومبتون (وتسمى أحيانا كاميرات كومبتون) لقياس طاقة فوتون مشتت واتجاهه، كما يمكن تعيين طاقة الإلكترون وطاقته أيضا. بذلك يمكن تعيين طاقة الفوتون الساقط، ومصدره أحيانا أيضا مقدار استقطابه. إلا أنه يصعب ذلك القياس بسبب عدم الدقة في تعيين تلك الاحداثيات مثل عدم قياس اتجاه الإلكترون مما يستدعي اللجوء إلى استخدام وسائل التحليل الرياضي وطرق متابعة الحدث لاستنباط المعلومات التي نبحث عنها.
وكان أشهر تلسكوب كومبتون هو ذلك الذي كان على متن مسبار ناسا المسمى مرصد كومبتون لأشعة غاما الذي عمل في الفضاء بين عامي 1991 و 2000 وكان أول تلسكوب يقوم بمسح فلكي لمصادر أشعة غاما في نطاق طاقة بين 75و0 و 30 مليون إلكترون فولت.
ومن نجاحات هذا التلسكوب تسجيل أول خريطة سماوية للاشعة في النطاق المذكور، وكذلك دراسة تخليق العناصر، مثل تخليق الألمونيوم-26، وكذلك رصد مستعرات عظمى ونجوم بالغة الكتلة، وتخليق عنصر التيتانيوم-44 ، كما ساهم في دراسة النجوم النباضة وكذلك دراسة المجرات النشطة.
كما يجري تطوير لاستخدام كاميرات كومبتون في التشخيص الطبي أو التقنية النووية. وفي الطب فقد فاقت كاميرات كومبتون كاميرات أشعة كاما المستخدمة حاليا في التشخيص مع تحسن كبير للتباين وتحديد الأحجام، كذلك في تعيين مواقع الأورام بالتحديد ومواقع الأورام المتفرعة عنها. وسيصبح في المستقبل أيضا مراقبة المؤسسات النووية بواسطة كاميرات كومبتون أو النفايات النووية.
كما طورت أجهزة فحص المسافرين في المطارات لأغراض الأمن حيث يعمل تشتت أشعة إكس المنعكس Backscatter من الأسطح. وتختبر هذه الأجهزة حاليا في الولايات المتحدة الأمريكية.

## اقرأ أيضا
- حافة كومبتون
- تأثير ضوء جهدي
- خلية شمسية
- تشتت تومسون
- إنتاج زوجي
- تبعثر رذرفورد